# Jaroslavas
Jaroslavas ist ein männlicher litauischer Vorname, abgeleitet von Jaroslav.

## Namensträger
- Jaroslavas Citavičius (1907–1972), litauischer Fußballspieler
- Jaroslavas Jakšto (* 1980),  Boxer